# Panyutran
Panyutran is een bestuurslaag in het regentschap Ciamis van de provincie West-Java, Indonesië. Panyutran telt 2756 inwoners (volkstelling 2010).